# Chloroclystis erratica
Chloroclystis erratica är en fjärilsart som beskrevs av Alfred Philpott 1916. Chloroclystis erratica ingår i släktet Chloroclystis och familjen mätare. Inga underarter finns listade i Catalogue of Life.